# Josef Smolka
Josef Smolka (22. března 1939, Troubky – 1. června 2020) byl český volejbalista, reprezentant Československa, člen bronzového týmu na LOH 1968 v Mexiku. Byl také mistrem světa z roku 1966 a vicemistrem Evropy (1967).
Na jeho počest se v Troubkách pořádá Memoriál Josefa Smolky.